# Scotty Bowers
Scotty Bowers de son nom complet George Albert « Scotty » Bowers, né le 1er juillet 1923 à Ottawa (Illinois) et mort le 13 octobre 2019 à Los Angeles (Californie), est une personnalité de Hollywood, connu comme un proxénète qui organisait des fêtes pour les stars de cinéma dans le Hollywood de l'après guerre.

## Biographie
Après ses années de services militiares au sein de l'Armée américaine et de retour du front, Scotty Bowers trouve un emploi comme pompiste à la station essence Richfield sur Hollywood Boulevard où l'acteur Walter Pidgeon lui aurait payer 20 dollars en échange d'un service sexuel. A partir de là, il met au point un système de prostitution en fournissant des services sexuels au gratin de Hollywood tout en organisant des fêtes privés, qui perdura durant 30 ans.
En 2012, il décide de mettre par écrit ses mémoires qu'il intitule Full Service.

## Dans les arts et la culture populaire

### Filmographie

#### Télévision

##### Série
Son histoire a en partie inspiré la création de Hollywood de Ryan Murphy et Ian Brennan.

### Littérature

#### Bande dessinée
Il apparait en 2019 dans son propre rôle dans Jupiter's Circle de Mark Millar et Wilfredo Torres.

## Publications
- (en) Full Service : My Adventures in Hollywood and the Secret Sex Lives of the Stars (autobiographie), Grove Press, 2012 (ISBN 978-0-8021-2007-6).
- (en) Dian Hanson (préf. Scotty Bowers), Buddy: World War II Laid Bare, Taschen America Llc, 2014, 319 p. (ISBN 3836547961).

### Documentaire
- 2017 : Scotty and the Secret History of Hollywood réalisé par Matt Tyrnauer[5]